# Ascorhynchus longicollis
Ascorhynchus longicollis är en havsspindelart som beskrevs av Haswell, W.A. 1884. Ascorhynchus longicollis ingår i släktet Ascorhynchus och familjen Ammotheidae. Inga underarter finns listade i Catalogue of Life.